# 1387 км
1387 км, 1387 километр — упразднённая железнодорожная казарма (населённый пункт) Сайрановского сельсовета Туймазинского района Башкирской АССР РСФСР СССР.

## История
Возникла как место поселения путейцев, обслуживавших пути железной дороги.
Исключена из списков населённых пунктов в 1981 году в связи с перечислением жителей и фактическим прекращением существования согласно Указу Президиума ВС Башкирской АССР от 12.02.1981 № 6-2/66 «Об исключении некоторых населённых пунктов из учётных данных по административно-территориальному делению Башкирской АССР».